# David Ancillon der Jüngere
David Ancillon („der Jüngere“ zur Unterscheidung von seinem gleichnamigen Vater; * 22. Februar 1670 in Metz; † 16. November 1723 in Berlin) war ein preußischer reformierter Pfarrer und Diplomat.

## Leben
Ancillon war ein Sohn des Pfarrers und Theologen David Ancillon d. Ä. Er studierte seit 1684 an der Universität Genf und setzte sein Studium an der Hohen Landesschule in Hanau fort. Sein Vater war nach der Aufhebung des Edikts von Nantes aus Frankreich  geflohen und erhielt 1686 eine Berufung zum Prediger der Hugenottengemeinde in Berlin. Über diese Verbindung konnte Ancillon mit einem Stipendium des Großen Kurfürsten in Frankfurt an der Oder weiterstudieren. 1689 wurde er ordiniert und seinem Vater als Adjunkt beigeordnet. Als dieser im September 1692 verstarb, übernahm Ancillon dessen Pfarramt und wurde ebenfalls zum kurfürstlich-brandenburgischen Hofprediger ernannt. Beide Ämter hatte er bis zu seinem Tod inne.
König Friedrich I. setzte ihn öfters in diplomatischen Missionen ein. So diente er im Jahr 1700 kurzzeitig als Gesandter in England. 1701/02 war er in der Schweiz tätig. Besonders stark war er in die Verhandlungen um die Sicherung der preußischen Erbfolge in Neuenburg involviert, wohin er persönliche Beziehungen hatte, insbesondere zu seinem Studienfreund Jean Frédéric Ostervald. 1709 reiste er zu Verhandlungen nach Polen und Ungarn.

## Familie
Aus Ancillons Ehe mit Susanne Meusnier gingen 17 Kinder hervor.
Seine Enkelin Anna (* 1739 in Hamburg; † 1803) war die Mutter des Juristen und Legationsrats Joseph Wilhelm Balan.